# Rodrigo Ely
Rodrigo Ely (3. listopad 1993 Lajeado, Brazílie) je brazilský fotbalový obránce, který hraje od roku 2023 za brazilský klub Grêmio. Reprezentoval Itálii v mládežnických kategorií a v seniorské reprezentaci nastupoval za rodnou Brazílii do 23 let.

## Přestupy
- z Milán do Alavés za 2 800 000 Euro
- z Almería do Grêmio za 1 500 000 Euro

## Statistiky
| Sezóna            | Klub              | Liga              | Liga   | Liga | Ligové poháry | Ligové poháry | Ligové poháry | Kontinentální poháry | Kontinentální poháry | Kontinentální poháry | Celkem | Celkem |
| Sezóna            | Klub              | Soutěž            | Zápasy | Góly | Soutěž        | Zápasy        | Góly          | Soutěž               | Zápasy               | Góly                 | Zápasy | Góly   |
| ----------------- | ----------------- | ----------------- | ------ | ---- | ------------- | ------------- | ------------- | -------------------- | -------------------- | -------------------- | ------ | ------ |
| 2012/13           | Reggina           | Serie B           | 27     | 1    | IP            | 3             | 0             | -                    | 0                    | 0                    | 30     | 1      |
| 2013/14           | Varese            | Serie B           | 37+2   | 0    | IP            | 2             | 0             | -                    | 0                    | 0                    | 41     | 0      |
| 2014/15           | Avellino          | Serie B           | 30+3   | 0    | IP            | 2             | 0             | -                    | 0                    | 0                    | 35     | 0      |
| 2015/16           | Milán             | Serie A           | 3      | 0    | IP            | 1             | 0             | -                    | 0                    | 0                    | 4      | 0      |
| 2016/17           | Milán             | Serie A           | 0      | 0    | IP+IS         | 0+0           | 0             | -                    | 0                    | 0                    | 0      | 0      |
| Celkem za Milán   | Celkem za Milán   | Celkem za Milán   | 3      | 0    | -             | 1             | 0             | -                    | 0                    | 0                    | 4      | 0      |
| 2017              | Alavés            | Primera División  | 10     | 1    | ŠP            | 1             | 0             | -                    | 0                    | 0                    | 11     | 1      |
| 2017/18           | Alavés            | Primera División  | 31     | 1    | ŠP            | 5             | 0             | -                    | 0                    | 0                    | 36     | 1      |
| 2018/19           | Alavés            | Primera División  | 5      | 0    | ŠP            | 0             | 0             | -                    | 0                    | 0                    | 5      | 0      |
| 2019/20           | Alavés            | Primera División  | 25     | 2    | ŠP            | 0             | 0             | -                    | 0                    | 0                    | 25     | 2      |
| 2019/20           | Alavés            | Primera División  | 8      | 1    | ŠP            | 0             | 0             | -                    | 0                    | 0                    | 8      | 1      |
| Celkem za Alavés  | Celkem za Alavés  | Celkem za Alavés  | 79     | 5    | -             | 6             | 0             | -                    | 0                    | 0                    | 85     | 5      |
| 2021/22           | Nottingham Forest | Championship      | 0      | 0    | AP            | 0             | 0             | -                    | 0                    | 0                    | 0      | 0      |
| 2022              | Almería           | Segunda División  | 12     | 3    | ŠP            | 0             | 0             | -                    | 0                    | 0                    | 12     | 3      |
| 2022/23           | Almería           | Primera División  | 36     | 0    | ŠP            | 0             | 0             | -                    | 0                    | 0                    | 36     | 0      |
| Celkem za Almeríi | Celkem za Almeríi | Celkem za Almeríi | 48     | 3    | -             | 0             | 0             | -                    | 0                    | 0                    | 48     | 3      |
| Celkově           | Celkově           | Celkově           | 229    | 9    | -             | 14            | 0             | -                    | 0                    | 0                    | 243    | 9      |

## Úspěchy

### Klubové

#### Národní
- vítěz 2. španělské ligy (1x)

Almería: 2021/22
- vítěz italského superpoháru (1x)

Milán: 2016